# Harvey Macaulay
Harvey Steven Macaulay (født 2. juli 1958) er en designer og layouter, der har illustreret en lang række bogomslag. Han er uddannet i USA og har i Danmark stiftet tegnestuen Imperiet, som han i dag er medejer af